# Grzegorz Kłosowski (biolog)
Grzegorz Kłosowski – polski inżynier, dr hab. nauk biologicznych, profesor uczelni i kierownik Katedry Biotechnologii na Wydziale Nauk Biologicznych Uniwersytetu Kazimierza Wielkiego w Bydgoszczy.

## Życiorys
Grzegorz Kłosowski w 1990 uzyskał tytuł  magistra inżyniera rolnictwa w Akademii Rolniczo-Technicznej w Bydgoszczy. 7 kwietnia 2003 obronił pracę doktorską Badania nad kinetyką powstawania produktów ubocznych w procesie technologicznym fermentacji alkoholowej podłoży skrobiowych różnego pochodzenia surowcowego, 15 maja 2012 habilitował się na podstawie pracy zatytułowanej Wpływ wybranych czynników technologicznych na przebieg i wydajność fermentacji alkoholowej oraz skład lotnych produktów ubocznych w spirytusie surowym. Pracował w Instytucie Biotechnologii Przemysłu Rolno-Spożywczego.
Piastował stanowisko dziekana na Wydziale Nauk Przyrodniczych Uniwersytetu Kazimierza Wielkiego w Bydgoszczy. Aktualnie pełni funkcję profesora uczelni oraz kierownika Katedry Biotechnologii na Wydziale Nauk Biologicznych Uniwersytetu Kazimierza Wielkiego w Bydgoszczy.

## Publikacje
- 1997: Związki karbonylowe w spirytusie surowym[1]
- 1998: Wywar melasowy i jego roznorodne przeznaczenie. Część I[1]
- 1998: Wywar melasowy i jego roznorodne przeznaczenie. Część II[1]
- 2010: Characterisation of fermentation of high-gravity maize mashes with the application of pullulanase, proteolytic enzymes and enzymes degrading non-starch polysaccharides[1]
- 2015: Phytic acid concentration in selected raw materials and the analysis of its hydrolysis ratę with the use of microbial phytases during the mashing process[1]
- 2015: Influence of phytase and supportive enzymes applied during high gravity mash preparation on the improvement of technological indicators of the alcoholic fermentation process[1]